# Champs-sur-Tarentaine-Marchal
Champs-sur-Tarentaine-Marchal é uma comuna francesa na região administrativa de Auvérnia-Ródano-Alpes, no departamento de Cantal. Estende-se por uma área de 60,44 km². Em 2010 a comuna tinha 1 071 habitantes (densidade: 17,7 hab./km²).